# Інформатор (фільм 1997)
Інформатор (англ. Informant) – фільм ірландського режисера Джима МакБрайда, знятий за мотивами роману Джеральда Сеймура «Криваве поле».  Вперше представлений на Венеціанському кінофестивалі 05 вересня 1997 року.

## Сюжет
Джинджи МакКеналлі, колишній член ІРА, намагається вийти зі складу організації та переховується на півдні Ірландії.
Але керівництво ІРА знаходить його, примушує повернутись до Белфасту та скоїти вбивство судді.
Під час втечі з місця злочину, Джинджи випадково помічає лейтенант британської армії Ферріс, який чергував на блокпосту  під час його повернення у Белфаст.
МакКеналлі заарештовують та при допиті він погоджується вказати керівників бойової організації в обмін на власну безпеку та безпеку сім’ї.
Члени родини хоча і не сприймають подібні дії, але під захистом поліції переїжджають на нове місце мешкання.
Джинджи важко приймати рішення, спрямовані проти його колишніх товаришів. Йому допомагає Ферріс, який бачить в ньому не бійця ІРА, а насамперед людину та власне бажання покінчити з насильством.
Завдяки свідченням МакКеналлі заарештована більшість керівників ІРА, але ті, хто лишились на свободі чинять на нього тиск з метою примушення до відмови від свідчень. МакКеналлі починає вагатись і піддавати сумніву правильність своїх вчинків та Ферріс обіцяє підтримку та особисту присутність на судовому процесі, але гине у той самий день, коли почався суд.
Фільм завершується інформацією про кількість заарештованих протягом 1982-1983 років членів ІРА та тих, хто давав початкові свідчення. Проте в подальшому більша частина свідків відмовилась від своїх показів.

## Цікаві факти
За публікацією видання  «Variety», музика гурту «The Pogues», «створює настрій фільму».

## Відзнаки та нагороди
Фільм був представлений до нагород у 5 номінаціях. 
У 1999 році відзначений літературною премією PEN Center USA West Literary Awards  у категорії «Кращий сценарій».